# Río Eveno
El río Evinos, Eveno o Euenos (en griego: Εύηνος) es un corto río costero de Grecia que discurre por la unidad periférica de Etolia-Acarnania, en la periferia de Grecia Occidental. Nace en las montañas cerca de Artotina, y desagua 92 km más tarde en el lado norte del golfo de Patras, cerca de Krioneri, al este de la laguna de Messolonghi.

## Mitología
El rey epónimo Eveno se ahogó en sus aguas cuando perseguía a Idas, quien había capturado a su hija, la princesa Marpesa. El río antes se llamaba Licormas y desde entonces pasó a ser llamado Eveno.
A cambio de un pago, el centauro Neso hacía montarse en él a los viajeros para que cruzasen el Eveno. Cuando llevó a Deyanira, la mujer de Heracles, la intento violar, y Heracles lo hirió; pero según Pausanias no murió inmediatamente, sino que alcanzó a llegar hasta la tierra de los locrios ozolios, y allí quedó insepulto.